# Baloncesto Femenino en los Juegos Panafricanos de 2015
El Baloncesto Femenino en los Juegos Panafricanos de 2015 se celebró del 9 al 18 de septiembre de 2015 y contó con la participación de 13 selecciones del continente africano, aunque 3 de ellas abandonaron el torneo.
Malí venció a Nigeria en la final disputada en Brazzaville, República del Congo para ganar la medalla de oro por primera vez.

## Participantes
| Grupo A                                                 | Grupo B                                                |
| ------------------------------------------------------- | ------------------------------------------------------ |
| Congo Camerún Madagascar Malí Mozambique Nigeria Uganda | Argelia Angola Gabón Costa de Marfil Senegal Sudáfrica |

## Fase de grupos

### Grupo A
| País                | J                  | G                  | P                  | PF                 | PC                 | PD                 | Pts                |
| ------------------- | ------------------ | ------------------ | ------------------ | ------------------ | ------------------ | ------------------ | ------------------ |
| Nigeria             | 4                  | 4                  | 0                  | 327                | 218                | +109               | 8                  |
| Mali                | 4                  | 3                  | 1                  | 313                | 196                | +117               | 7                  |
| Camerún             | 4                  | 2                  | 2                  | 276                | 219                | +57                | 6                  |
| Mozambique          | 4                  | 1                  | 3                  | 291                | 235                | +56                | 5                  |
| República del Congo | 4                  | 0                  | 4                  | 102                | 441                | -339               | 4                  |
| Uganda              | Abandonó el Torneo | Abandonó el Torneo | Abandonó el Torneo | Abandonó el Torneo | Abandonó el Torneo | Abandonó el Torneo | Abandonó el Torneo |
| Madagascar          | Abandonó el Torneo | Abandonó el Torneo | Abandonó el Torneo | Abandonó el Torneo | Abandonó el Torneo | Abandonó el Torneo | Abandonó el Torneo |

| Equipo 1            | Resultado | Equipo 2            |
| ------------------- | --------- | ------------------- |
| República del Congo | 28-98     | Camerún             |
| Malí                | 70-48     | Mozambique          |
| Mozambique          | 49-60     | Camerún             |
| Nigeria             | 70-69     | Malí                |
| Malí                | 109-24    | República del Congo |
| Nigeria             | 78-62     | Mozambique          |
| Mozambique          | 132-27    | República del Congo |
| Nigeria             | 77-64     | Camerún             |
| República del Congo | 23-102    | Nigeria             |
| Camerún             | 54-65     | Malí                |

### Grupo B
| País            | J                  | G                  | P                  | PF                 | PC                 | PD                 | Pts                |
| --------------- | ------------------ | ------------------ | ------------------ | ------------------ | ------------------ | ------------------ | ------------------ |
| Senegal         | 4                  | 4                  | 0                  | 307                | 194                | +113               | 8                  |
| Angola          | 4                  | 3                  | 1                  | 222                | 209                | +13                | 7                  |
| Costa de Marfil | 4                  | 2                  | 2                  | 242                | 237                | +5                 | 6                  |
| Gabón           | 4                  | 1                  | 3                  | 205                | 271                | -66                | 5                  |
| Argelia         | 4                  | 0                  | 4                  | 225                | 290                | -65                | 4                  |
| Sudáfrica       | Abandonó el Torneo | Abandonó el Torneo | Abandonó el Torneo | Abandonó el Torneo | Abandonó el Torneo | Abandonó el Torneo | Abandonó el Torneo |

| Equipo 1        | Resultado | Equipo 2        |
| --------------- | --------- | --------------- |
| Argelia         | 51-61     | Angola          |
| Senegal         | 87-26     | Gabón           |
| Costa de Marfil | 72-56     | Argelia         |
| Gabón           | 47-60     | Angola          |
| Angola          | 49-48     | Costa de Marfil |
| Senegal         | 88-61     | Argelia         |
| Gabón           | 63-67     | Costa de Marfil |
| Senegal         | 63-52     | Angola          |
| Argelia         | 57-79     | Gabón           |
| Costa de Marfil | 55-69     | Senegal         |

## Fase final

### Cuartos de final
| Equipo 1        | Resultado | Equipo 2 |
| --------------- | --------- | -------- |
| Angola          | 58-51     | Camerún  |
| Costa de Marfil | 45-73     | Malí     |
| Nigeria         | 73-65     | Gabón    |
| Mozambique      | 46-65     | Senegal  |

### 5º - 8º Lugar
| Equipo 1   | Resultado | Equipo 2        |
| ---------- | --------- | --------------- |
| Camerún    | 54-46     | Gabón           |
| Mozambique | 90-56     | Costa de Marfil |

### Semifinales
| Equipo 1 | Resultado | Equipo 2 |
| -------- | --------- | -------- |
| Nigeria  | 61-59     | Angola   |
| Malí     | 70-62     | Senegal  |

### 9º Lugar
| Equipo 1 | Resultado | Equipo 2            |
| -------- | --------- | ------------------- |
| Argelia  | 64-42     | República del Congo |

### 7º Lugar
| Equipo 1        | Resultado | Equipo 2 |
| --------------- | --------- | -------- |
| Costa de Marfil | 56-44     | Gabón    |

### 5º Lugar
| Equipo 1 | Resultado | Equipo 2   |
| -------- | --------- | ---------- |
| Camerún  | 70-69     | Mozambique |

### Medalla de Bronce
| Equipo 1 | Resultado | Equipo 2 |
| -------- | --------- | -------- |
| Angola   | 53-42     | Senegal  |

### Medalla de Oro
| Equipo 1 | Resultado | Equipo 2 |
| -------- | --------- | -------- |
| Malí     | 73-57     | Nigeria  |

## Posiciones finales
| #  | País                | Récord |
| -- | ------------------- | ------ |
|    | Mali                | 6-1    |
|    | Nigeria             | 6-1    |
|    | Angola              | 5-2    |
| 4  | Senegal             | 5-2    |
| 5  | Camerún             | 4-3    |
| 6  | Mozambique          | 2-5    |
| 7  | Costa de Marfil     | 3-4    |
| 8  | Gabón               | 1-6    |
| 9  | Argelia             | 1-4    |
| 10 | República del Congo | 0-5    |